# Домостава
Домостава (пол. Domostawa) — село в Польщі, у гміні Яроцин Ніжанського повіту Підкарпатського воєводства. Населення — 675 осіб (2011).

## Історія
Після анексії поляками Галичини західне Надсяння півтисячоліття піддавалось інтенсивній латинізації та полонізації.
Відповідно до «Географічного словника Королівства Польського» в 1881 р. Домостава знаходилась у Нисківському повіті Королівства Галичини та Володимирії Австро-Угорщини, у селі було 97 будинків і 549 мешканців.
У 1939 р. село входило до ґміни Яроцин Нисківського повіту Львівського воєводства Польщі, у селі проживало 9 українців-грекокатоликів, які належали до греко-католицької парафії Дубрівка Лежайського деканату Перемишльської єпархії.. Через свою нечисленність вони не могли протистояти антиукраїнському терору під час і після Другої світової війни.
У 1975—1998 роках село належало до Тарнобжезького воєводства.
10 липня 2022 року в селі біля швидкісної траси S -19 заклали перший камінь скандального пам'ятника "Волинська різанина" скульптора Анджея Пітинського  замовлений Асоціацією ветеранів армії Польщі в Америці. Першопочатково його хотіли поставити в Національному парку пам'яті у Торуні, однак місцева влада від нього відмовилась. Урочисте відкриття пам'ятника відбулось 14 липня 2024 року.

## Демографія
Демографічна структура станом на 31 березня 2011 року:
|          | Загалом | Допрацездатний вік | Працездатний вік | Постпрацездатний вік |
| -------- | ------- | ------------------ | ---------------- | -------------------- |
| Чоловіки | 335     | 68                 | 231              | 36                   |
| Жінки    | 340     | 64                 | 195              | 81                   |
| Разом    | 675     | 132                | 426              | 117                  |